# Fasciculul temporopontin
Fasciculul temporopontin (Tractus temporopontinus) sau fasciculul temporopontin Türck-Meynert, fasciculul temporopontin Türck, fasciculul temporopontin Arnold reprezintă totalitatea fibrelor temporopontine - un grup de fibre nervoase cu originea în cortexul cerebral al lobului temporal, în special în girusul temporal superior și mijlociu, care trec apoi prin partea sublenticulară a capsulei interne spre marginea laterală a piciorului cerebral prin care coboară și se termină în nuclee pontine din parte bazilară a punții. 
Fasciculul temporopontin a fost descrise de Ludwig Türck, neurolog austriac (1810–1868), Theodor Meynert, neurolog german-austriac (1833–1892), Friedrich Arnold, anatomist german (1803–1890).